# Mads Andersen (wielrenner)
Mads Andersen (Odense, 27 november 2000) is een Deens wielrenner die sinds 2024 voor de wielerploeg Airtox-Carl Ras actief is en in 2024 het eindklassement won van de Ronde van Litouwen. Hij nam tevens deel aan enkele nationale kampioenschappen op de baan.

## Carrière
Op 10-jarige leeftijd reed Andersen voor de lokale wielerclub van Odense, nadat hij met zijn familie verhuisde naar Hedensted reed hij daar bij de wielerclub. Daarna reed hij nog op amateurniveau bij de clubs van Horsens en Odder. Per 2021 ging hij rijden bij Team ColoQuick, waar hij in totaal drie jaar voor actief was. Vanaf 2024 ging hij rijden bij de, eveneens Deense, wielerploeg Airtox-Carl Ras. Zijn eerste professionele overwinning behaalde hij in 2024 namens Airtox-Carl Ras, toen hij de tweede etappe won in de eerste editie van de Ronde van Litouwen die onderdeel is van de UCI Europe Tour. Hij won enkele dagen later ook het eindklassement.
Zijn grootvader Helmuth Hansen was eveneens wielrenner en won in 1953 Fyen Rundt.

## Overwinningen
2022
 Deens kampioenschap tijdrijden, beloften
1e etappe Kreiz Breizh Elites (TTT)
2024
2e etappe Ronde van Litouwen
Eind- en puntenklassement Ronde van Litouwen
1e etappe Ronde van Mazovië
2025
Giro Himledalen

## Ploegen
- 2021 –  Team ColoQuick
- 2022 –  Team ColoQuick
- 2023 –  Team ColoQuick
- 2024 –  Airtox-Carl Ras
- 2025 –  Airtox-Carl Ras